# Motion capture

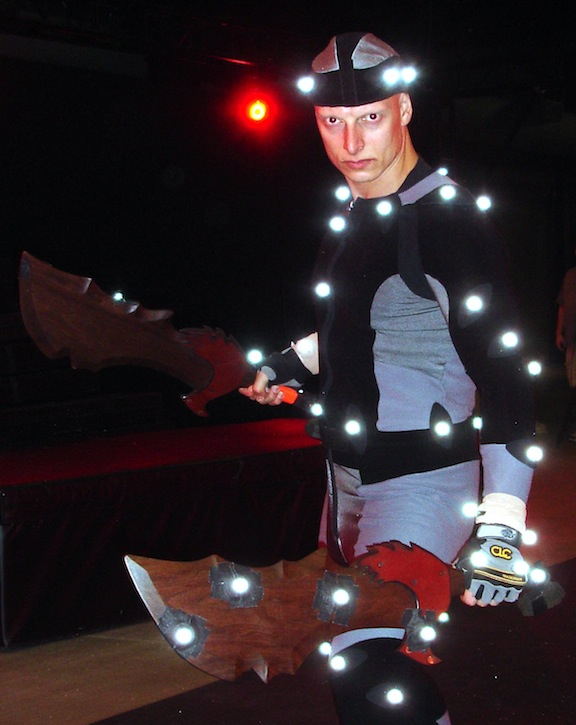
L'attore Joseph Gatt con i marcatori posizionati su una tuta in velcro per trasmettere i movimenti a un computer.

Il motion capture (spesso indicato con l'abbreviazione mocap, in italiano, "cattura del movimento"), è il processo di registrazione del movimento del corpo umano o di oggetti, utilizzato in campo medico, militare e nell'intrattenimento. Le informazioni raccolte attraverso il processo possono essere utilizzate per l'analisi immediata o differita.
Quando l'acquisizione coinvolge viso, quindi la mimica facciale, dita ed altri movimenti più raffinati, si parla di performance capture.

## Descrizione
Il dispositivo utilizzato per l'acquisizione del movimento è un sistema fotogrammetrico, ovvero un sistema di più telecamere che sono anche emettitrici di luce (che può essere rossa, infrarossa o near-infrared) e di marcatori (piccole sfere) di materiale riflettente.

## Principali applicazioni

### Applicazioni in ambito sportivo
In ambito sportivo l'uso è analogo. Tuttavia i dati raccolti vengono utilizzati per la valutazione del gesto sportivo. Nel 2020 il due volte campione olimpico di pattinaggio su ghiaccio Yuzuru Hanyu si è laureato presso l'Università di Waseda con una tesi in cui, tramite i dati forniti da 31 sensori piazzati sul suo corpo, ha analizzato i salti del pattinaggio, valutando l'utilizzo della tecnologia per migliorare il sistema di punteggi e per aiutare i pattinatori a migliorare la loro tecnica di salto. Nel marzo del 2021 una sintesi della tesi è stata pubblicata sul giornale accademico.

### Nello spettacolo e nei videogiochi

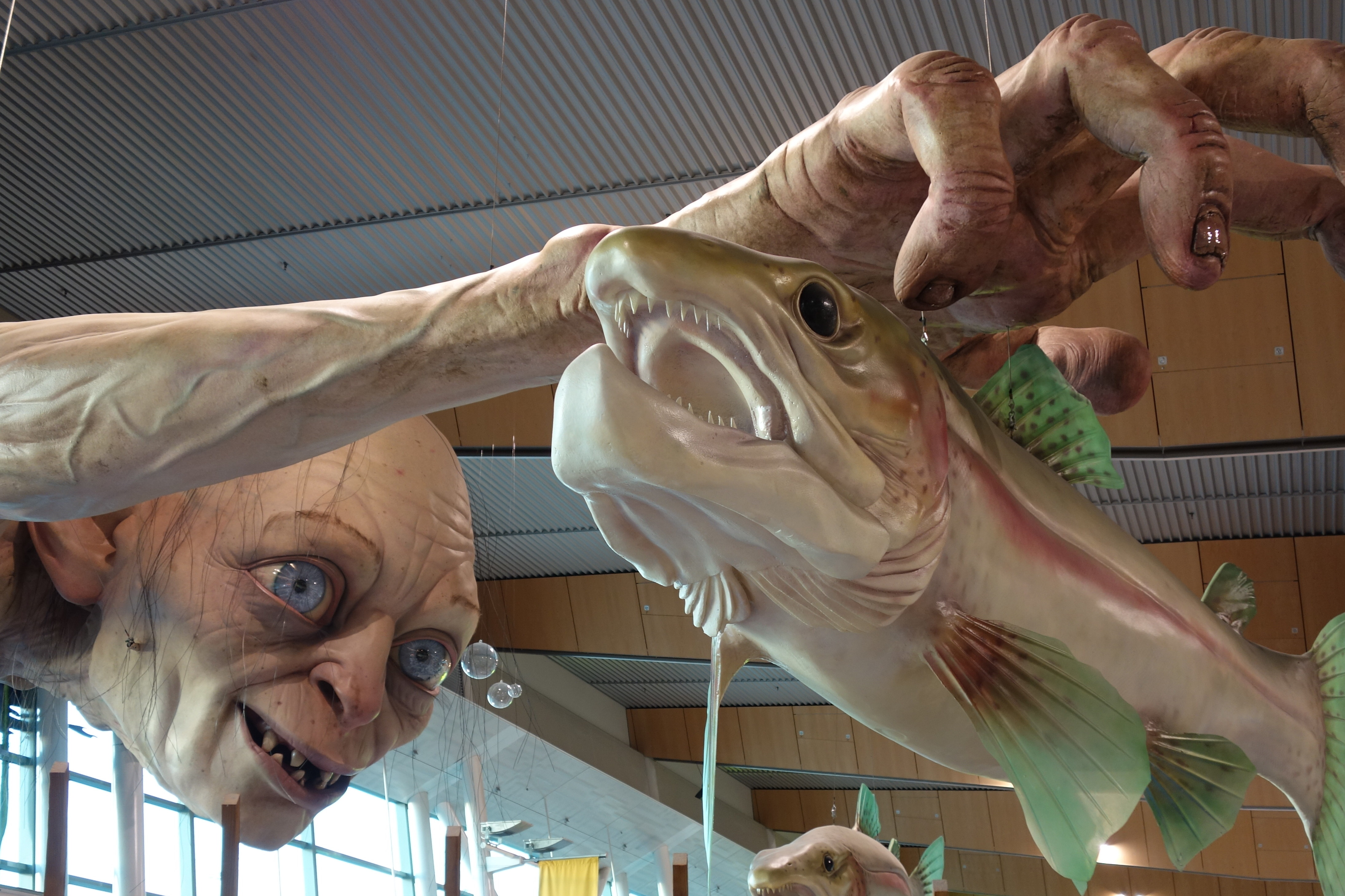
Ricostruzione del personaggio Gollum al Wellington Airport

Nell'ambito dello spettacolo questa tecnica è stata usata negli effetti speciali di molti film per riprodurre movimenti realistici. Gollum (Il Signore degli Anelli), per esempio, è stato creato attraverso il motion capture. L'attore, in questo caso Andy Serkis, indossava un vestito ricoperto da alcuni marcatori. I computer creano un'immagine stilizzata dell'attore e riproducono digitalmente i suoi movimenti, che vengono "catturati" attraverso qualche decina di telecamere attorno a lui, le quali mandano le coordinate dei marcatori ai computer creando così un'immagine virtuale che riproduce i movimenti dell'attore.
Allo stesso modo il motion capture viene usato anche in ambito videoludico, per ricreare con precisione e realismo il movimento dei personaggi virtuali del gioco.

### In ambito coreografico
Il danzatore e coreografo Merce Cunningham (1919-2009) si è servito di questa tecnica per realizzare il décor della sua coreografia Biped (1999). Grazie alla collaborazione degli artisti digitali Paul Kaiser e Shelley Eshkar, Cunningham, lavorando con due danzatori, ha coreografato 70 frasi che poi sono state trasposte in immagini digitali. Queste immagini animate, così come i modelli astratti (linee verticali e orizzontali, punti, cluster), sono stati proiettati su una tela nella parte anteriore del palco, dietro la quale potevano essere visti i ballerini dal vivo.

## Galleria d'immagini

Due ripetizioni di una sequenza di camminata di un individuo registrata utilizzando un sistema di acquisizione del movimento
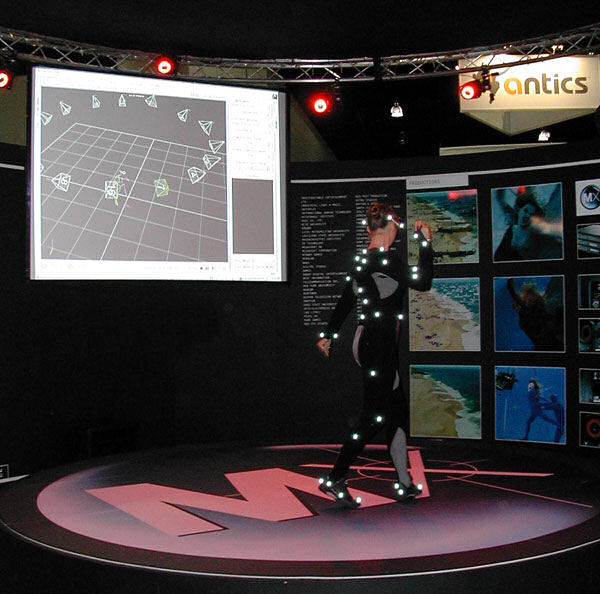
Una ballerina che indossa un abito utilizzato in un sistema ottico di motion capture
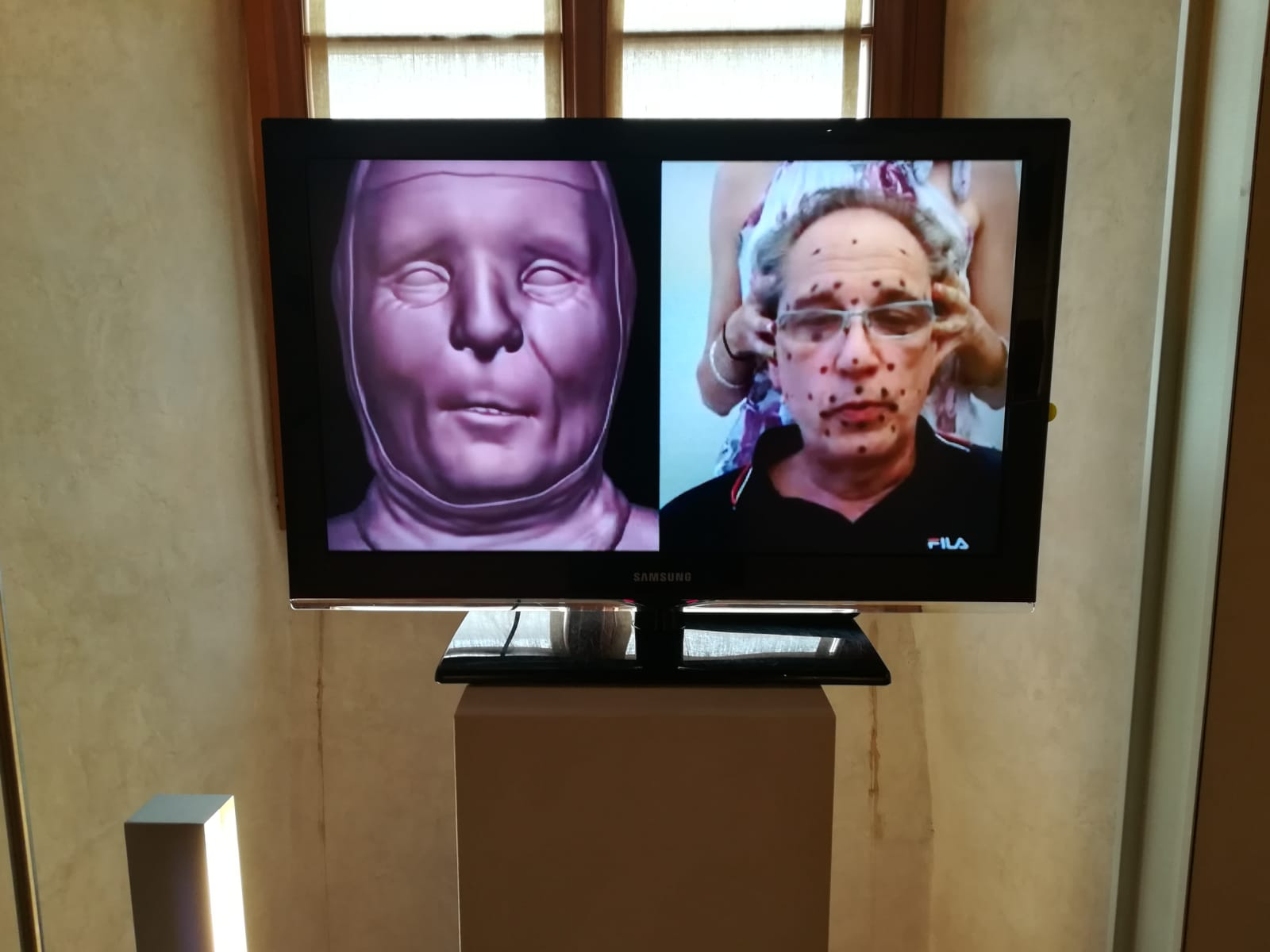
Motion capture facciale
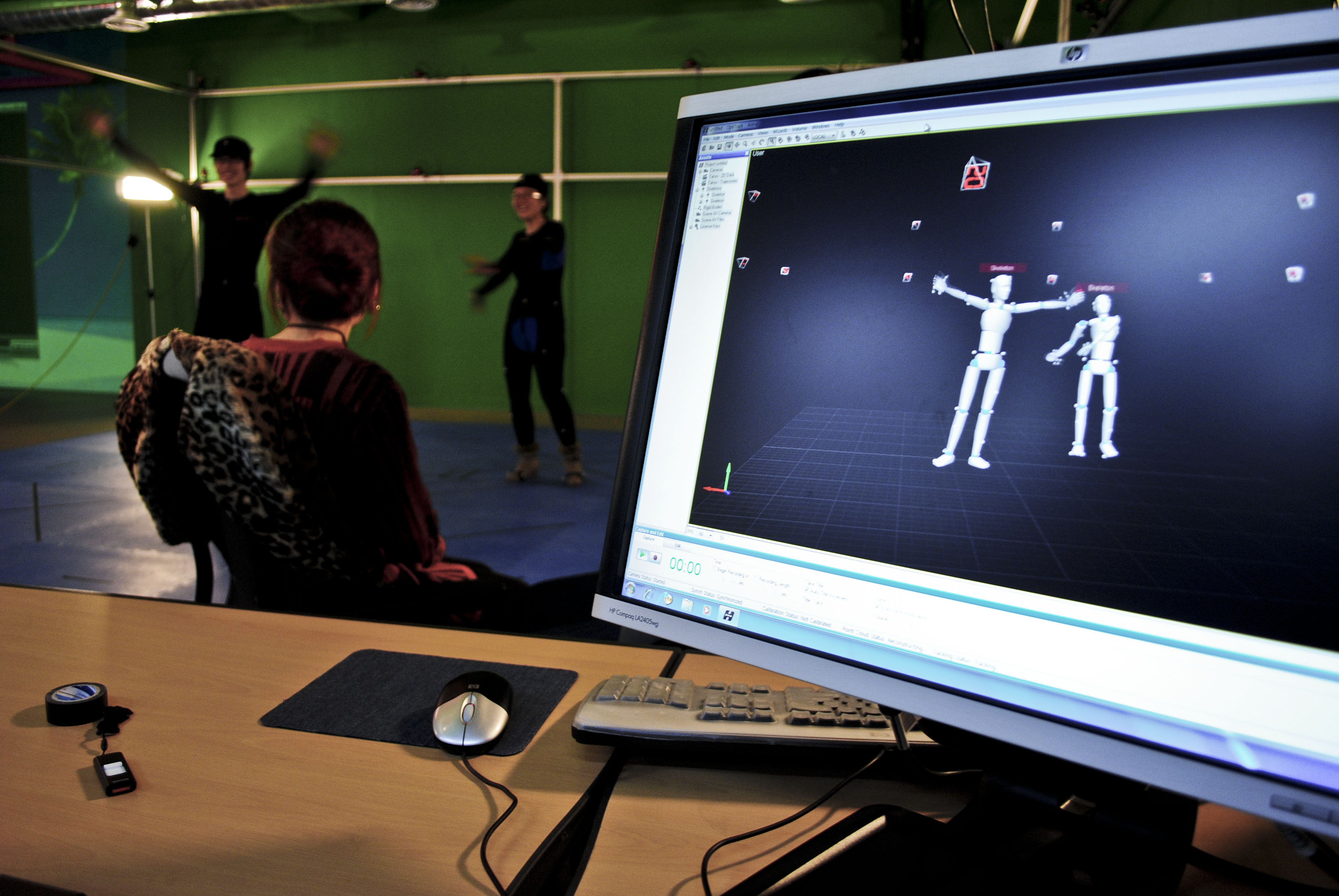
Motion capture del corpo
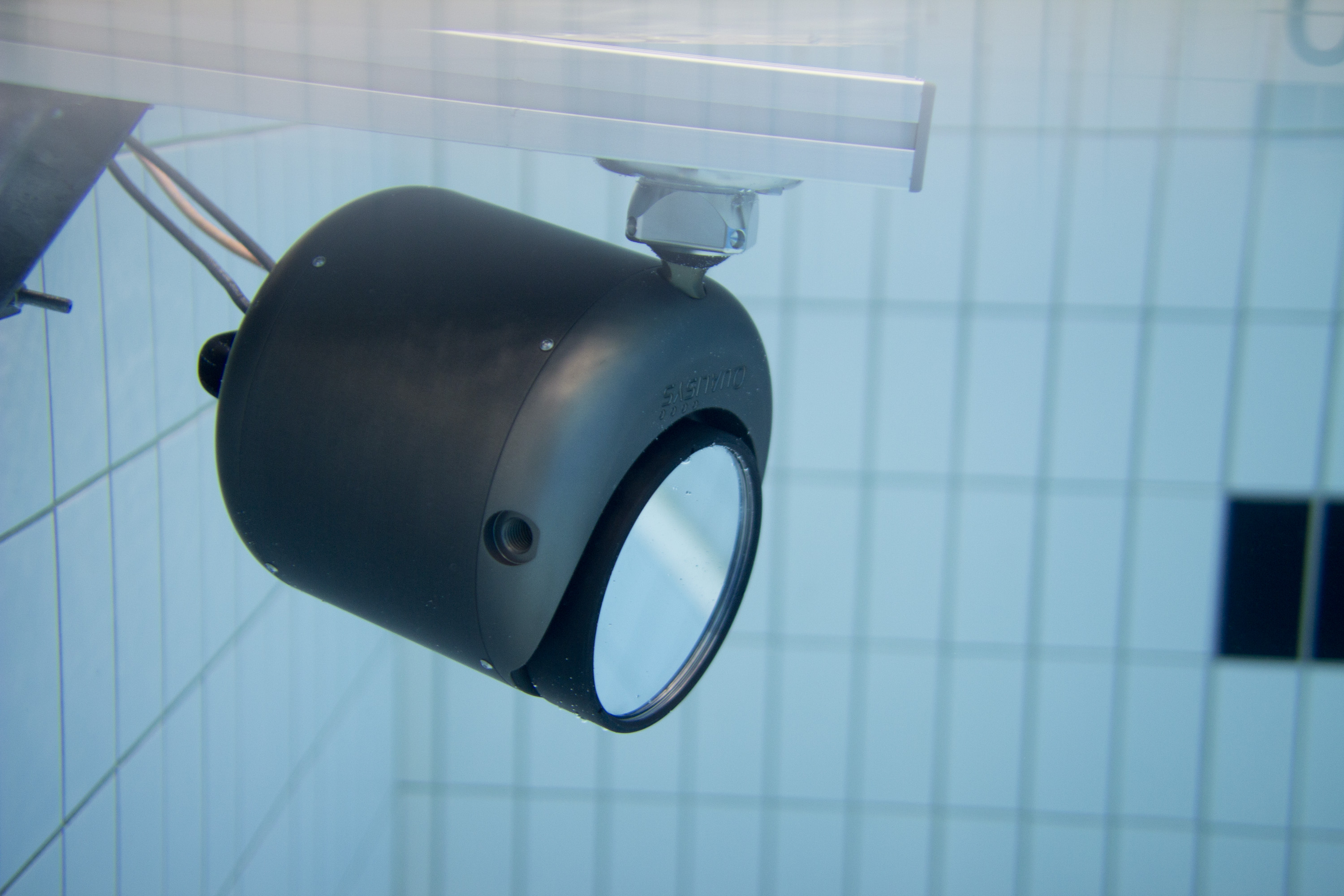
Fotocamera subacquea con motion capture
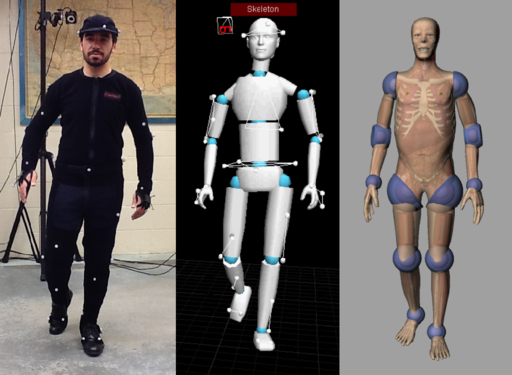
Concept del motion capture